# Lac d'Aule
Le lac d'Aule est un lac de montagne situé dans la vallée d'Ossau dans le massif pyrénéen, à 2 048 mètres d'altitude.

## Géographie
Fait partie de la commune de Laruns en vallée d'Ossau.

## Randonnées
Il est possible d'atteindre le lac en partant du parking de Bious-Oumette sous le lac de Bious-Artigues, il suffit alors d'emprunter différents sentiers en direction du nord-ouest et parcourir 6,8 km. Le dénivelé est de 750 mètres.